# Agoragalerij

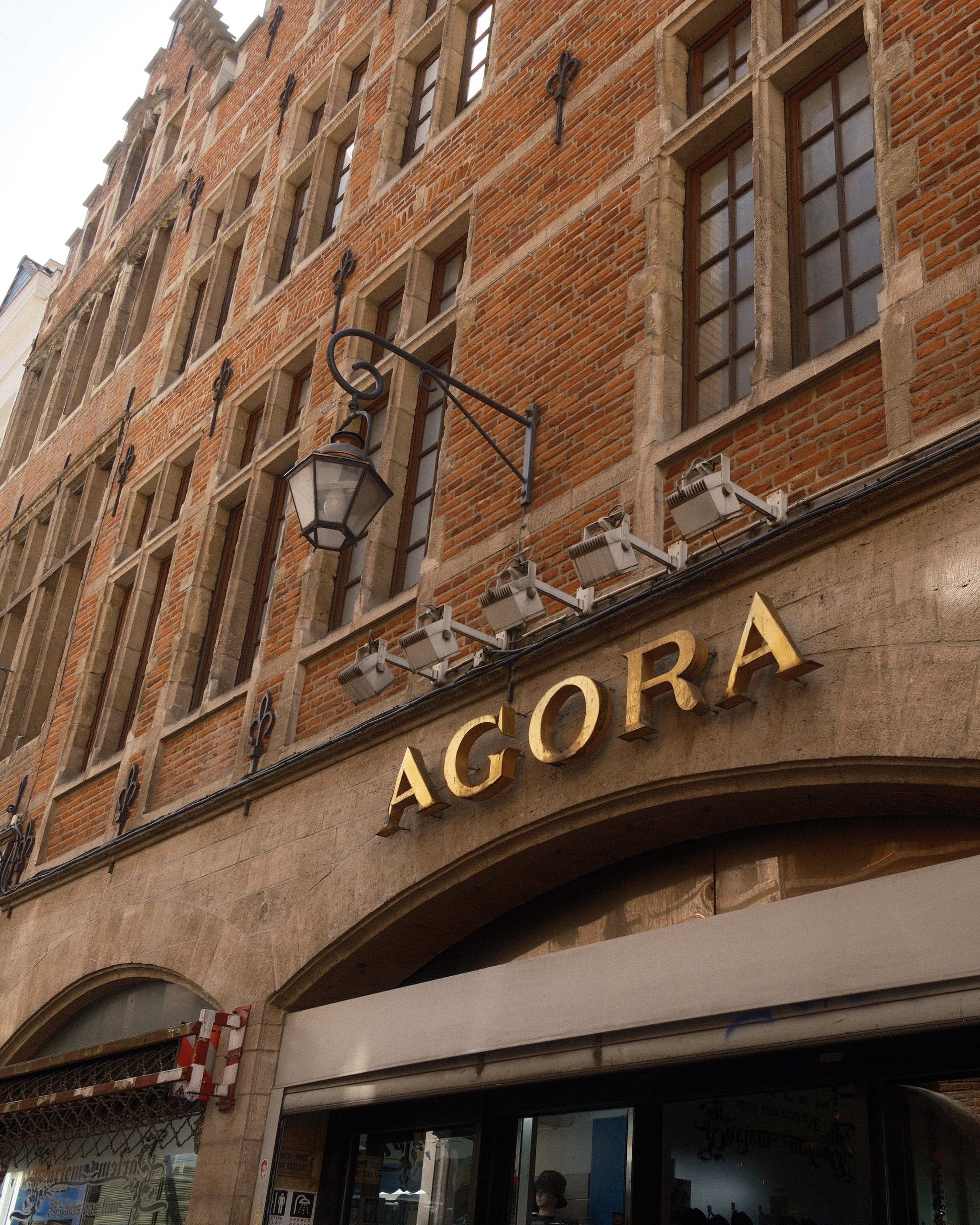
Gevel en voorkant van de Agoragalerij in de Spoormakersstraat in Brussel, België.

De Agoragalerij (Frans: Galerie Agora) is een overdekte winkelgalerij en kantoorgebouw gelegen in het hart van Brussel, België, aan de Spoormakersstraat nr. 25. Het gebouw, ontworpen door architect J. Van De Putte, werd geopend in 1963. De galerij bevindt zich in het midden van een bouwblok en heeft ook ingangen in de Heuvelstraat en op de Grasmarkt nummer 103. De Agoragalerij werd gebouwd op de plaats van de voormalige Agora Palace-bioscoop, die in 1959 door een brand werd verwoest.

## Geschiedenis
Het Agoraplein is de officieuze naam voor het gebied op het knooppunt van de Grasmarkt, de Bergstraat en de Magdalenastraat in Brussel. Vroeger stond hier een gebouw met een vier verdiepingen tellende lijstgevel, waarvan de tweede verdieping diende als tussenverdieping. In 1922 werd het historische Théâtre du Coffy, ooit een prominente muziekzaal, vervangen door de opmerkelijke Agora Palace, dat zijn deuren opende op 27 oktober van dat jaar. Met zijn weelderige Louis XVI-stijl, gekenmerkt door gecanneleerde pilasters, latwerk met slingers, consoles en kroonlijsten met modillons, groeide het al snel uit tot de grootste bioscoop van Brussel. Het paleis bood plaats aan 2887 stoelen en had een orkestbak waar 40 musici konden zitten, wat essentieel was tijdens het hoogtepunt van de stomme film. Daarnaast was er een theesalon met 424 zitplaatsen aanwezig. Dit groots opgezette en uiterst luxueuze bioscoopcomplex werd ontworpen door architect Paul Hamesse. Gelegen in het bouwblok tussen Heuvelstraat (nr. 14-22), Spoormakersstraat (nr. 7-11, 21, 25-27) en Grasmarkt (nr. 105), behield de Agora Palace de oorspronkelijke straatgevels volgens de richtlijnen van de Stedelijke Archiefdienst en het Comité du Vieux-Bruxelles. Als bescheiden poging om de historische gevels te respecteren, werd er in 1935 een subtiel reclamebord toegevoegd. In de twee jaar na de Tweede Wereldoorlog onderging de Agora een transformatie en kreeg het de naam Roosevelt Cinema. De bioscoop werd in 1949 verbouwd door architect Alexis Dumont, waarbij de oude Louis XVI-decoratie werd vervangen door een eigentijdse stijl en de naam weer werd veranderd naar Agora. Het plafond kreeg een reeks lichtkokers die uitmondden in een triomfboog, die diende als omlijsting van het podium. Helaas werd de bioscoop op de nacht van 3 op 4 mei 1959 volledig verwoest door een brand. Alleen de looproute van de huidige galerij, samen met de verschillende ingangen, getuigt nog van zijn voormalige aanwezigheid.
Na het verlies van de Agora Palace werd de Agoragalerij ontworpen door architect J. Van de Putte en voltooid in 1963. Deze galerij bestaat uit kantoorruimtes verdeeld over vier verdiepingen en 102 winkelpanden, met een ondergrondse parkeergarage. Het opvallende kenmerk van de galerij is de neotraditionele trapgevel, die werd gebouwd tussen 1963 en 1965.
Het gebied waar het Agoraplein zich nu bevindt, speelt al sinds de 18e eeuw een levendige rol in het sociale landschap van Brussel.

## Huidige situatie
De Agoragalerij huisvest verschillende winkels met diverse specialiteiten. Hoewel de galerij ooit bekendstond om haar aanbod van punkschoenen, leren vesten, handgemaakte sieraden, hippiebroeken en patchoeli, bestaat het huidige assortiment voornamelijk uit nagelverzorging, toeristische souvenirs, e-sigaretten, spotgoedkope kleding en accessoires. De winkelgalerij trekt voornamelijk jongeren en toeristen aan. Het interieur van de galerij, met lage valse plafonds en slechte verlichting, wordt beschouwd als rommelig en verouderd door sommige bezoekers.